# 로스 울프
로스 개럿 울프(Ross Garrett Wolf, 1982년 10월 18일 ~ )은 미국의 야구 선수이자, 아메리칸 리그 텍사스 레인저스의 투수이다.

## 한국 프로 야구 시절
2014년 일본 프로야구 요미우리 자이언츠로 이적한 크리스 세든 대신해 SK 와이번스에 영입되었다. 그는 4월 초반 전완근 부상으로 한 달 공백이 있다가, 복귀했지만 선발로 14경기에서 1승 2패 평균자책점 5.54를 기록하여 선발에서는 부진했다. 후반기에 마무리인 박희수의 부상과 미국에서 구원 투수로 좋은 모습을 보인 점으로 공석이었던 팀의 마무리로 기용되었다. 그는 1승 4세이브 평균자책점 0.75를 기록하며 마무리 기용이 성공하는 듯 했지만, 8월 17일 아들 엘리(Eile)군의 건강 문제로 미국행 비행기로 올랐고, 결국 8월 23일 스카우트를 통해 복귀 불가 의사를 보여 사실상 임의탈퇴되었다. 결국 SK 와이번스는 개막전 당시 외국인 3명이 모두 팀을 떠나고 말았다.